# Шандалов, Юрий Абрамович
Юрий (Идель) Абрамович Шанда́лов (15 марта 1923 — 16 апреля 1945) — участник Великой Отечественной войны, командир роты 674-го стрелкового полка (150-я стрелковая дивизия, 3-я ударная армия, 1-й Белорусский фронт) Герой Советского Союза, старший лейтенант

## Биография
Родился в семье рабочего. Член ВКП (б) с 1943 года. Окончил 10 классов.
В Красной армии с июня 1941 года. В действующей армии с мая 1942 года. В 1944 году окончил курсы младших лейтенантов. Отличился в боях на реке Одер. 16 апреля 1945 года штурмовая рота под командованием Ю. Шандалова вклинилась в оборону противника в районе населённого пункта Грос Нойендорф (восточнее города Врицен, Германия) и отразила несколько вражеских контратак. Ю. А. Шандалов погиб в этом бою.
Похоронен в деревне Грос-Нойендорф, Германия (нем. Groß Neuendorf) . Звание Героя Советского Союза присвоено 15 мая 1946 года посмертно.

## Награды
Награждён орденами Ленина, Красного Знамени, Отечественной войны II степени, Красной Звезды.

## Память
- В честь Героя названа улица в Новобелицком районе города Гомеля.
- На здании школы № 2 Гомеля, в которой учился Ю. А . Шандалов, установлена мемориальная доска[1].
- Стела в честь Шандалова установлена на Аллее Героев в Гомеле (ул. Советская)[2][3].